# 세종특별자치시 시설관리공단
세종특별자치시 시설관리공단(世宗特別自治市 施設管理公團)은 세종특별자치시청이 관리하는 시설 중 일부를 관리·운영하기 위해 설립된 지방공기업이다.

## 조직

### 이사장
- 이사회
- 청렴감사실
- 안전보건팀
- 경영전략본부
  - 혁신기획실
    - 기획예산팀
    - 성과평가팀
    - 미래사업팀

  - 인사총무팀
  - 재무회계팀
  - 디지털전략팀
- 도시환경본부
  - 은하수공원사업소
    - 은하수관리팀
    - 은하수운영팀

  - 공동구관리팀
  - 주차시설팀
  - 물관리팀
  - 자원순환팀
- 문화복지본부
  - 공원관리단
    - 호수공원팀
    - 중앙공원팀

  - 체육사업단
    - 생활체육팀
    - 수영장운영팀

  - 임대사업팀
  - 레저사업팀

## 업무[1]
- 은하수공원 및 공설봉안당, 공설묘지 관리 및 운영
- 주차시설(공영주차장, BRT 환승주차장 등)의 관리 및 운영
- 공동구의 관리 및 운영
- 공공폐수처리장 및 하수처리장·수질정화시설 관리 및 운영
- 세종고용복지+센터의 관리 및 운영
- 산학연클러스터 관리 및 운영
- 지방자치회관의 관리 및 운영
- 신흥사랑주택 및 행복아파트의 관리 및 운영
- 합강·전월산캠핑장의 관리 및 운영
- 조치원 복합커뮤니티센터 수영장, 보람수영장 관리 및 운영
- 오가낭뜰근린공원, 시민운동장 등 공공체육시설의 관리 및 운영
- 생활자원회수센터의 관리 및 운영
- 세종호수공원·중앙공원 관리 및 운영
- 종량제봉투 판매